# 韦泽尔河畔佩罗勒
韋澤爾河畔佩罗勒（法語：Pérols-sur-Vézère，法語發音：[peʁɔl syʁ vezɛʁ]）是法国科雷兹省的一个市镇，位于该省东部，属于于塞勒区。

## 地理
韦泽尔河畔佩罗勒（45°35'10"N, 1°58'47"E）面积46.98 平方千米，位于法国新阿基坦大区科雷兹省，该省份为法国中南部省份，北起上维埃纳省和克勒兹省，西接多爾多涅省，南至洛特省，东临多姆山省和康塔爾省。
与韦泽尔河畔佩罗勒接壤的市镇（或旧市镇、城区）包括：昂布吕雅、博讷丰、比雅、梅马克、圣梅尔莱苏西讷。

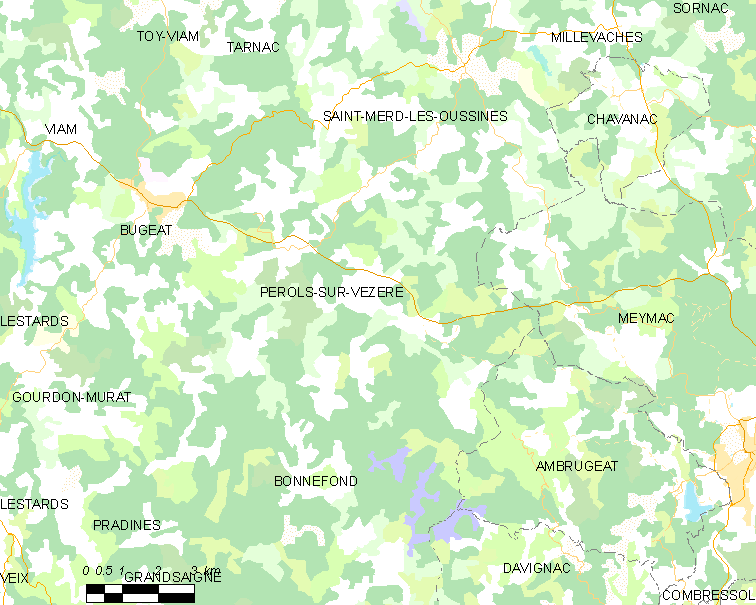
韦泽尔河畔佩罗勒的OSM定位图

韦泽尔河畔佩罗勒的时区为UTC+01:00、UTC+02:00（夏令时）。

## 行政
韦泽尔河畔佩罗勒的邮政编码为19170，INSEE市镇编码为19160。

## 政治
韦泽尔河畔佩罗勒所属的省级选区为米勒瓦什高原县。

## 人口

1962-2008年间韦泽尔河畔佩罗勒人口变化图示

韦泽尔河畔佩罗勒于2022年1月1日时的人口数量为199人。